# Beskidianathletic
Beskidianathletic – mityng lekkoatletyczny organizowany w Bielsku-Białej. Impreza rozgrywana jest rokrocznie, a jej pierwsza edycja odbyła się w roku 2002. Zawody odbywają się na stadionie klubu sportowego Sprint i gromadzą międzynarodową obsadę.